# Yara van Kerkhof
Yara van Kerkhof, född 31 maj 1990 i Zoetermeer i Zuid-Holland, är en nederländsk skridskoåkare som tävlar i short track.
Hon blev olympisk silvermedaljör på 500 meter vid olympiska vinterspelen 2018 i Pyeongchang i Sydkorea. Vid samma mästerskap tog hon även en bronsmedalj med det nederländska laget på 3 000 meter stafett.